# 크리스마스 연대기: 두 번째 이야기
《크리스마스 연대기: 두 번째 이야기》(영어: The Christmas Chronicles 2)는 2020년에 공개한 미국의 영화이다.

## 캐스팅

### 주연
- 커트 러셀 : 산타클로스 역
- 골디 혼 : 클로스 부인 역
- 다비 캠프 : 케이트 역

### 조연
- 저지어 브루노 : 잭 역
- 줄리안 데니슨 : 벨스니켈 역
- 유다 르위스 : 테디 역
- 킴벌리 윌리엄스 페이슬리 : 클레어 역
- 타이레스 : 밥 역

## 같이 보기
- 크리스마스 영화 목록